# 內海墘
內海墘，是臺灣桃園市大園區的一個傳統地域名稱，位於該區西北部。相較於今日行政區，其範圍大致與內海里相近。

## 歷史
台灣清治末期至日治初期，內海墘地區為一街庄，稱為「內海墘庄」，隸屬於竹北二堡。該庄西北臨台灣海峽，東北及東隔新街溪與圳股頭庄為界，東南與橫山庄、大坵園庄為鄰，西南邊及西邊隔老街溪與田心仔庄、許厝港庄為界。
1901年（日治明治三十四年）11月，全台廢縣廳改設二十廳，該庄隸屬於桃仔園廳。1903年（明治三十六年），改名桃園廳。1909年（明治四十二年）10月，合併二十廳為十二廳，該庄隸屬不變。1920年（大正九年），廢十二廳改設五州二廳，該庄改制為「內海墘」大字，隸屬於新竹州桃園郡大園庄。
戰後大園庄改制為大園鄉，隸屬於新竹縣，大字亦改制為村。1950年桃、竹、苗分治，大園鄉改隸屬於桃園縣。2014年12月，桃園縣升格為直轄桃園市，大園鄉改制為大園區，村亦改制為里。

## 聚落
本地區發展較早的聚落為塗豆藔、內海墘（內海）、下厝、溪洲等，在日治期初期的官方地圖上已有記載。此外，本地區尚有後湖、海湖、大莊子、苗圃等聚落。

## 交通
省道台15線（國際路一段）是關渡至香山的傳統北台灣西部海岸平面幹道，大致先以東北—西南走向經過內海墘地區東南部凸出部分，再以東北東—西南西走向經過最南端邊界點。由該道路向東北可前往坑子口、大南灣、八里等地，向西南西可前往觀音、崁頭厝、紅毛港、樹林子（坑子口地區北部）、貓兒錠、舊港等地，其中樹林子至貓兒錠南端鳳山溪橋路段與省道台61線（西部濱海快速公路）共線。
省道台61線又稱「西部濱海快速公路」，是八里至安南的快速公路，大致以東北東—西南西走向轉東北—西南走向再轉東北東—西南西走向經過本地區北部近海岸地帶。由該道路向東北東可前往林口、八里等地，向西南西可前往觀音、大潭後終止主線（高架道路）通車路段，續行兩側平面車道可前往紅毛港、坑子口、貓兒錠後，兩側車道止於鳳山溪橋南岸，並以省道台15線作為代用道路至香山浸水橋始續接快速公路主線以前往中南部。
區道桃26線是許厝港至沙崙的道路，其西南側端點位於本地區西部許厝港一號橋東側不遠處的區道桃30線路口。由此向東北轉東蜿蜒而行，出境後經兩次直彎道轉東北可前往古亭、沙崙並止於苗圃橋南側的區道桃25線路口。
區道桃30線（潮音路、民權路、中山北路）是草漯海邊到大園市園的道路，大致以西北西—東南東走向轉西南—東北走向再轉西北—東南走向經過本地區西南部。由此道路向西北西可前往許厝港、草漯地區海邊，向東南可前往大園市區並止於市道113號路口。

## 學校
- 內海國小

## 產業
- 大園工業區一期

## 廟宇
- 下厝福德祠（土地祠）
- 同善祠